# 무라카와 유타카
무라카와 유타카(일본어: 村川 豊, 1958년 1월 29일 ~ )는 일본 해상자위대의 해상막료장(해군참모총장)이다.

## 경력
- 1958년 1월 29일: 일본 가나가와현 가와사키시에서 출생하였다.[1]
- 1981년: 방위대학교 25기 국제관계론학 졸업[2]
  - 3월: 해상자위대 입대.
- 1995년 7월: 2등해좌(중령) 진급
- 2000년 1월: 1등해좌(대령) 진급
- 2001년 6월: 해상막료감부(해군본부) 인사교육부 인사계획과 근무
  - 12월：해상막료감부 인사교육부 인사계획과 기획반장
- 2003년 12월: 해상막료감부 감리부 경리과 경리조정관 겸 경리반장
- 2004년 12월: 사세보 지방총감부 경리부장
- 2006년 8월: 해상막료감부 총무부 총무과장
- 2008년 3월: 해장보(소장) 진급, 해상막료감부 총무부 부부장
- 2009년 3월: 한신 기지대 사령관
- 2010년 7월: 해상자위대 제4술과학교장
- 2011년 8월: 해상막료감부 인사교육부장
- 2013년 8월: 해장(중장) 진급, 해상자위대 보급본부장
- 2015년 8월: 해상막료부장(해군참모차장)
- 2016년 12월 22일: 제33대 해상막료장(대장)